# Anton von Halder
Anton Halder, seit 1904 Ritter von Halder (* 3. Juni 1845 in Würzburg; † 20. Mai 1925 in München) war ein bayerischer Beamter.

## Leben
Anton Halder schloss 1864 das Wilhelmsgymnasium München ab. Nach dem Studium der Rechtswissenschaften trat er in bayerische Staatsdienste. Er wirkte als Regierungsdirektor und Polizeidirektor in München. Halder war von 1906 bis 1917 Regierungspräsident von Oberbayern.
Für sein Wirken wurde er 1904 durch Prinzregent Luitpold mit dem Ritterkreuz des Verdienstordens der Bayerischen Krone beliehen. Damit verbunden war die Erhebung in den persönlichen Adelsstand und er durfte sich nach der Eintragung in die Adelsmatrikel „Ritter von Halder“ nennen. 1911 erhielt er das Komturkreuz zu diesem Orden.